# Diego Moreno Meléndez
.

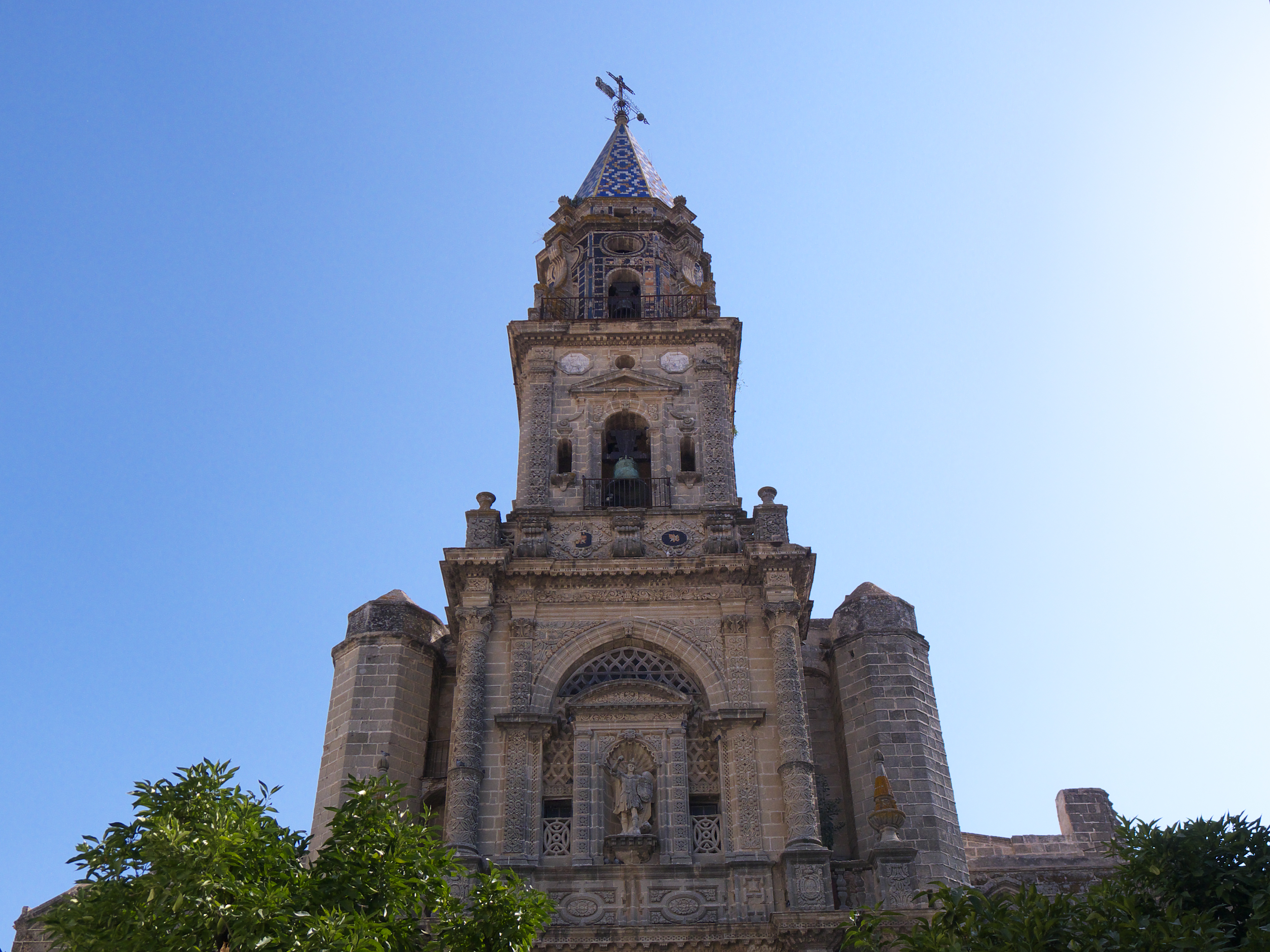
wieża kościoła San Miguel w Jerez de la Frontera

Diego Moreno Meléndez (ur. 1626 w Jerez de la Frontera, zm. 23 września 1700 tamże), hiszpański architekt. Budowniczy kościoła Colegiata de San Salvador i fasady wieży kościoła San Miguel w Jerez de la Frontera w 1675.